# Parydra bucculenta
Parydra bucculenta är en tvåvingeart som beskrevs av Friedrich Hermann Loew 1862. Parydra bucculenta ingår i släktet Parydra och familjen vattenflugor. Inga underarter finns listade i Catalogue of Life.